# Escut de Cabanes (Alt Empordà)
L'escut oficial de Cabanes té el següent blasonament:
Escut caironat: d'argent, un castell obert de sinople entre dos rius en forma de dues faixes ondades d'atzur, una al cap i l'altra a la punta, acostat de dues cabanes de sinople. Per timbre, una corona de poble.
El Ple de l'Ajuntament va iniciar l'expedient d'adopció de l'escut el 16 d'abril de 2015, va ser aprovat el 29 de març de 2016 i publicat al DOGC núm. 7097 de 12 d'abril del mateix any.
L'escut incorpora un castell, que recorda l'antic castell del municipi; dues cabanes, senyals parlants del nom del poble; i dues faixes ondades, que simbolitzen els dos rius entre els quals està situat el poble: la Muga i el Llobregat d'Empordà. Les cabanes i el castell – representat per una torr e– ja eren presents en un segell del municipi de l'any 1727.